# Sakhalinkirsebær
Sakhalinkirsebær (Prunus sargentii), også skrevet Sakhalin-Kirsebær, er en stor, løvfældende busk eller lille træ med en åben og bred vækst. Hovedgrenene er tragtformet oprette. 

## Beskrivelse
Barken er først rødbrun og hårløs med lysebrune barkporer, men senere bliver den blank og brun med fremstående bånd af barkporer. Meget gamle grene og stammer kan få en grålig, furet bark. Knopperne er spredtstillede, udspærrede, slanke og mørkerøde. 
Bladene er omvendt ægformede med skarpt savtakket rand og lang spids. Bladene er bronzefarvede i løvspringet, men senere bliver de græsgrønne med lysegrønne undersider. Høstfarven er orangerød til rent rød. Blomstringen sker i april, dvs. før eller samtidigt med løvspringet. Blomsterne er samlet i fåtallige, hængende halvskærme, og de enkelte blomster er regelmæssige og 5-tallige med lyserøde kronblade. Frugterne er ægformede, sortrøde stenfrugter.
Rodnettet er groft og hjerteformet, men planten forhandles mest podet på grundstamme af fuglekirsebær, hvis rodnet den altså overtager.
Højde x bredde og årlig tilvækst: 10 x 8 m (30 x 20 cm/år).

## Hjemsted
Arten er udbredt i Russisk fjernøsten, Korea, Sakhalin og det nordlige Japan. Den er knyttet til lyse blandingsskove på næringsrig og fugtig, kalkholdig jord. 
På Shiretoko halvøen i Hokkaido, Japan, findes den i skovene dér sammen med bl.a. akelejefrøstjerne, Heracleum dulce (en art af bjørneklo), japansk hestehov, japansk hæg, japansk taks,  japansk vin, kamæleonbusk, krybefyr, kæmpemjødurt,  kæmpepileurt, manchurisk aralie, Quercus mongolica (en art af eg),  skovmærke, stikkelbærkiwi, udo og vild kørvel
| Portal | Portal:Botanik |

## Note
1. ↑  Ohdachi Satoshi og Aoi Toshiki: Food Habits of brown Bears in Hokkaido, Japan Arkiveret 3. december 2010 hos  Wayback Machine (engelsk)